# Ana Carolina
Ana Carolina (Juiz de Fora, 1974. szeptember 9. –) brazil énekes, zeneszerző, zongorista és dalszerző. Karrierjét bárénekesnőként kezdte. Eddig hat stúdióalbumot jelenített meg. Bevallottan biszexuális.

## Diszkográfia

### CD-k
- Ana Carolina
- Ana Rita Joana Iracema e Carolina
- Estampado
- Ana Carolina : Perfil
- Ana e Jorge – Ao Vivo
- Dois Quartos
- Dois Quartos: Multishow Ao Vivo
- N9ve (2009)
- Multishow Registro – Ana Carolina: N9ve+1
- Ensaio de cores (2011)

### DVD-k
- Estampado
- Estampado – Um instante que não pára
- Ana e Jorge Ao Vivo
- Dois Quartos: Ana Carolina Multishow Ao Vivo
- Multishow Registro – Ana Carolina: N9ve+1

### Kislemezek
- Elevador
- É isso aí
- Quem de nós dois – Tema de la telenovela Um Anjo Caiu do Céu
- Garganta
- Ela é Bamba
- Encostar na Tua
- Uma louca tempestade – Tema de la telenovela Senhora do Destino
- Nua – Tema de la telenovela Como uma Onda
- Pra rua me levar
- Nada pra mim
- A canção tocou na hora errada
- Rosas
- Vai